# タジキスタンの音楽
タジキスタンの音楽は中央アジアの音楽と密接な関係がある。伝統音楽はシャシュマカームと呼ばれ、ウズベキスタンでも同様の音楽が発展しており地域独特の音楽となっている。タジキスタン南部にはファラク (Falak) と呼ばれる独特の民族音楽があり、結婚式や割礼などの慶事やその他の機会に演奏される。

## 伝統音楽
タジキスタンの伝統音楽は3つの様式に分かれる。パミールスタイル (ゴルノ・バダフシャン自治州)、中央クヒスタンスタイル (ギッサール、クリャーブ、ガルムなど)、そして北部のソグディアナスタイルである。最後のソグディアナスタイルには国境を接するウズベキスタンのカシュカダリヤ州やスルハンダリヤ州の音楽と多くの類似点がある。タジキスタンの民族音楽には様々な曲や楽器が有る。労働歌、慶事、葬式、結婚式、音楽に載せた叙事詩などであり、特に中央部タジク人の伝説的な英雄であるグルグリを歌った叙事詩は人気がある。

### ガリビ
ガリビ (Gharibi) は「異邦人の詩」であり、20世紀初頭の貧しい農民や祖国を離れなければならなかった労働者を歌っている。

### 祝日の音楽
グルガルドニは春分の日の音楽であり (ボイチェチャク-Boychechakとも呼ばれる)、ドゥタールやダーイラを使用した結婚式の民謡が演奏される。
サイリ・グーリ・ローラはチューリップの日の音楽であり、合唱やダンス・ミュージック形式で演奏される。この祝日を象徴する重要な音楽としてはナクシ・カロンがある。
子供が生まれた時には特別な音楽を演奏して祝う。伝統的な人形劇がダーイラ、カイラク、スルナイ、ナガラを用いて演奏される。この他にも、ナアトやムナジャートと呼ばれる民族音楽があり、これらの曲は男児の割礼の儀式の際に演奏される。
タジキスタンの伝統的な結婚式の音楽はソザンダ (sozanda) と呼ばれるプロの演奏家 (多くの場合女性) により、ダスタと呼ばれる合奏形式で演奏される。

### バダフシャン
ゴルノ・バダフシャン自治州はイスマーイール派のパミール人が住んでいる地方であり、マダーフと呼ばれる詩を読み上げることで知られている。リュートが詩を読み上げる際に多く用いられる。